# Abbaye de Cleeve

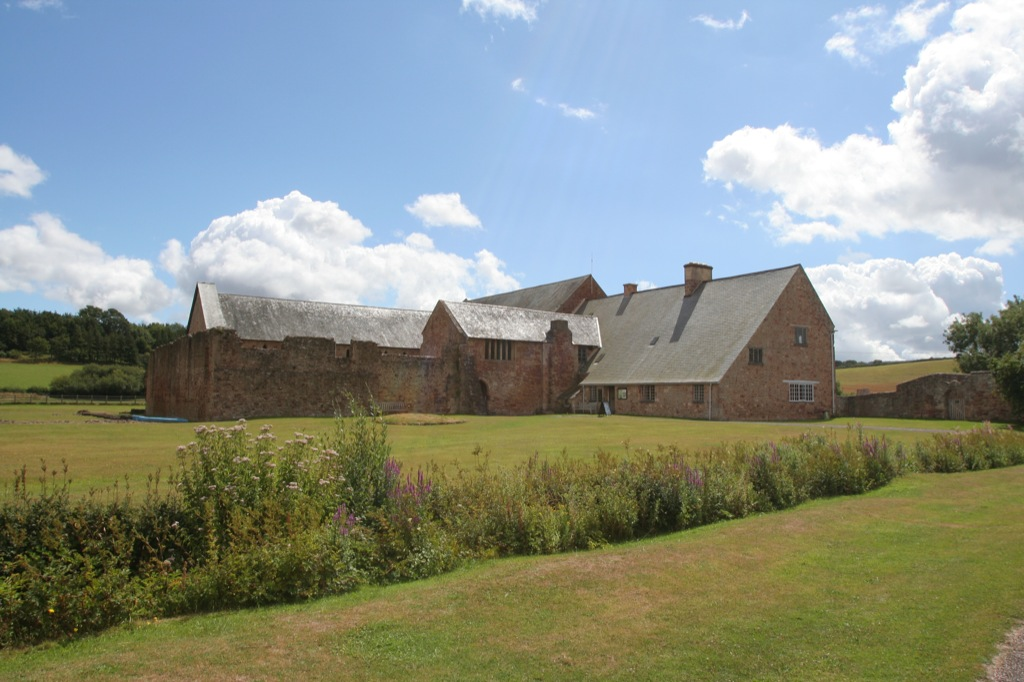
Abbaye de Cleeve, vue du Nord Ouest

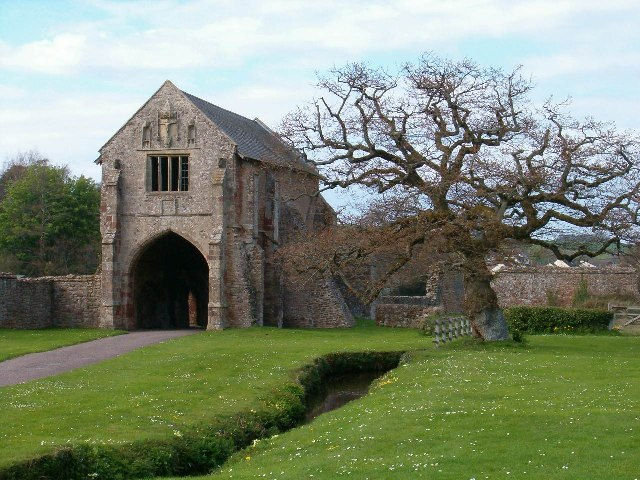
Le poste de garde.

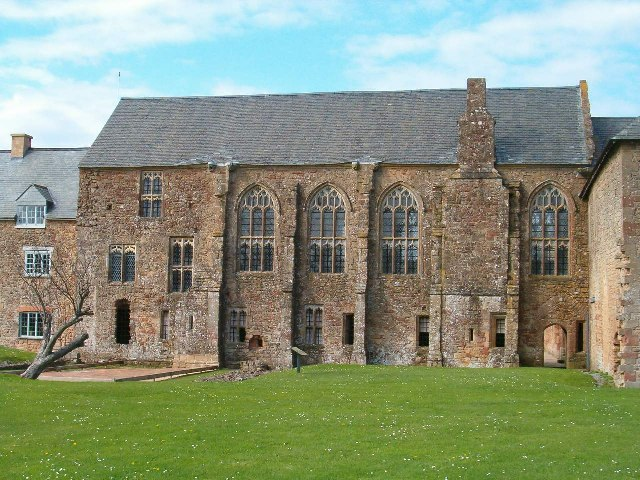
Le réfectoire a été reconstruit au XV pour fournir un logement digne de celui d'un seigneur de l'époque.

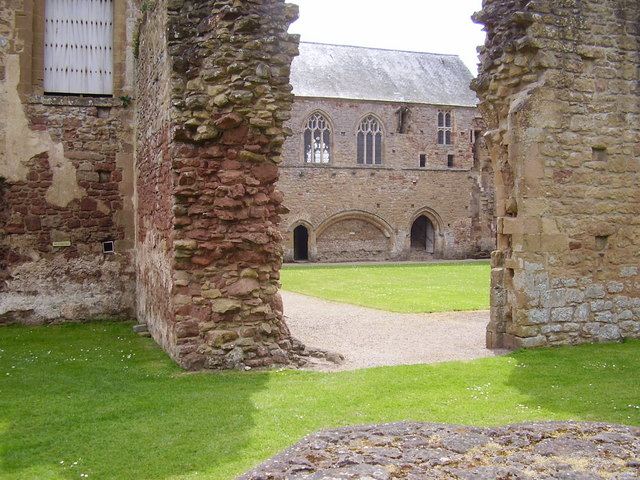
Vue du cloître depuis le chœur de l'église.

L'abbaye de Cleeve est un monastère cistercien situé proche du village de Washford (en) en Somerset, Angleterre. L'abbaye a été fondée à la fin du XIIe siècle pour abriter des moines de l'ordre cistercien. Durant ses 350 années d'histoire monastiques Cleeve ne s'est pas particulièrement distinguée des autres abbayes de l'ordre, fréquemment mal régie et souvent en difficultés financières. L'unique membre de la communauté à obtenir une certaine reconnaissance fut John Hooper, qui devint évêque durant la Réforme.
En 1536, Cleeve fut fermée par le roi Henri VIII pendant la Dissolution des monastères et l'abbaye fut convertie en une maison de campagne. L'état du site s'est alors rapidement détérioré puis l'édifice fut utilisé comme bâtiments de ferme jusqu'à la seconde moitié du XIXe siècle où des mesures ont été prises pour conserver les ruines. Au XXe siècle, Cleeve a été prise en main par l'English Heritage et est maintenant ouverte au public. Rien ne subsiste aujourd'hui de l'église, mais les bâtiments conventuels sont toujours couverts et habitables et possèdent des éléments dignes d'intérêt tels que les fresques murales ou le toit du réfectoire dit « de l'ange ».

## Fondation
L'abbaye a été fondée par Guillaume de Roumare, Comte de Lincoln, entre 1186 et 1191, sur des terres que le roi lui avait données. Une communauté de douze moines, menée par l'abbé Ralph, arriva sur le site depuis l'abbaye de Revesby, Lincolnshire. Le nom officiel de l'abbaye était Vallis Florida, en latin la vallée florissante, mais elle a été plus connue au cours de son histoire sous le nom de Cleeve, d'après le village voisin.

## Les bâtiments de l'abbaye
Les travaux débutèrent par la construction de l'église, ce qui prit plusieurs décennies. Il s'agissait d'une construction de style conservateur, grandement influencé par les pensées de Saint Bernard et des premières églises cisterciennes de sa terre natale, la Bourgogne. Elle était cruciforme, avec une nef à sept baies, coupée par une allée centrale. Les transepts avaient chacun deux petites chapelles. La partie est de l'église fut érigée en premier, et probablement terminée en 1232, où l'abbaye reçut un don royal de bois de chêne pour construire les stalles du chœur. Le reste fut probablement complété vers le milieu du siècle.
Au sud de l'église se tenait un cloître, entouré des bâtiments destinés aux domestiques. L'aile est, achevée en premier (probablement aux alentours de 1250), contenait la salle capitulaire, la sacristie, le dortoir des moines, la salle principale et les latrines. La partie sud fut ensuite construite, abritant les cuisines, le feu communal où les moines venaient se réchauffer, et un réfectoire long de presque 20 mètres orienté lui-même vers le sud, selon un plan cistercien classique. Les carreaux utilisés pour les sols du réfectoire suggèrent qu'il a été terminé à la fin du XIIIe siècle. La dernière partie à être complétée fut la petite aile ouest, qui était utilisée comme lieu de stockage et qui constituait également les quartiers des frères lais. À l'est des bâtiments principaux, collé à eux, se tenait un second cloître entouré de l'infirmerie monacale.
Le monastère était apparemment entouré de jardins, bassins, vergers, granges, maisons d'hôtes, écuries, cour de ferme et bâtiments industriels. Le site était protégé par des douves et un poste de garde. Des fouilles ont révélé qu'une grande croix de pierre se tenait juste à l'ouest du bâtiment principal.
Bien que Cleeve n'ait jamais été financièrement florissant, les moines ont su s'investir pour remodeler leur habitation afin de se rapprocher des standards de vie sans cesse améliorés de la fin du Moyen Âge. Dans le courant du XIVe siècle, les sols de l'abbaye ont été refaits en utilisant des carreaux polychromes élaborés, très chers et témoins d'un haut niveau de vie, suivis par d'importants travaux de rénovation au XVe siècle. L'abbé David Juyner (1435-1487) a commandé une réfection totale de la partie sud du monastère. Il a demandé la démolition de l'ancien réfectoire et en a fait bâtir un nouveau, parallèle au cloître, au premier niveau. Cette grande pièce, avec son plafond vouté entièrement recouvert de bois sculpté, était l'égal de n'importe quel hall de seigneur de l'époque.
En dessous, il commanda la construction de plusieurs appartements indépendants. Ils étaient probablement utilisés par les pensionnaires à long terme de l'abbaye. L'abbé Juyner a surement été aussi l'instigateur de la décoration de l'abbaye par des fresques représentant des scènes religieuses ou allégoriques. Certaines de ces fresques sont encore visibles actuellement. On y en trouve une qui dépeint la Crucifixion, ainsi qu'une autre représentant Ste Catherine et Ste Marguerite se faisant face, de chaque côté d'un homme sur un pont. Le pont recouvre une eau poissonneuse, et l'homme est accompagné de deux anges, alors qu'il est attaqué par un lion et un dragon. Les travaux se poursuivirent sous la direction du successeur de Juyner jusqu'à la veille de la Dissolution. Les derniers à être effectués furent, après 1510, les travaux de remodelage du poste de garde bien que les moines aient été à la tâche jusqu'en 1534 pour la réfection des chemins du cloître. Tout comme l'abbaye voisine de Forde, ces travaux n'ont pour autant jamais abouti, à cause de la dissolution de l'abbaye.

## Histoire monastique
Tout comme la plupart des petites abbayes cisterciennes, on en sait peu à propos de l'histoire interne de Cleeve. Dans ses premières années d'existence, l'abbaye a reçu des dons en terres et propriétés de la part des seigneurs locaux et de la Couronne Britannique pour compléter sa dotation. Elle put ainsi croître sainement durant les prospères années du XIIIe siècle jusqu'à atteindre une population de 26 moines en 1297. Sa source majeure de revenus était l'export de la laine. Elle connut cependant un revers de fortune au XIVe siècle: la pandémie de peste noire de 1347, un climat économique défavorable et une administration défaillante ont laissé l'abbaye (comme beaucoup d'autres au même moment) avec une population déclinante et de fortes dettes. La discipline et la morale de la communité ont aussi décliné : en 1400-1401 il a été rapporté au gouvernement que l'abbé de Cleeve et trois autres moines avaient pris la tête d'un groupe de 200 brigands et attaquaient les voyageurs de la région. La situation s'est arrangée dans le courant du XVe siècle et, malgré les énormes dépenses causées par les projets immobiliers extravagants des précédents abbés, un meilleur management associé à de nouvelles ressources - comme les profits issus des marchés nouvellement autorisés par la Couronne - et une amélioration générale des circonstances ont fait de Cleeve une abbaye florissante juste avant sa dissolution.

## Dissolution
En 1535, les revenus de l'abbaye n'ont été estimés qu'à £155 dans le Valor Ecclesiasticus (en), la grande étude du roi Henri VIII sur les finances de l'Église. L'année suivante, cette estimation la mit sous le coup du premier acte de la Dissolution des monastères. L'abbé William Dovell et ses seize moines ont été forcés d'évacuer l'abbaye le 6 septembre 1536. Il y eut quelques propositions de la noblesse locale et même de quelques conseillers du roi pour la Dissolution, parmi lesquels Sir Thomas Arundel, pour que Cleeve puisse bénéficier d'un sursis, de même qu'un certain nombre de petits monastères. Les moines ont finalement quitté les lieux durant le printemps 1537. L'abbé William reçut en compensation une rente raisonnable mais confortable de 40 marcs par an qu'il touchait encore 20 ans plus tard. La plupart des autres moines ont aussi touché une pension, quoique probablement plus faible. L'un d'eux, John Hooper, sortit de l'anonymat ; il devint évêque de Gloucester et de Worcester et fut tué en 1555 pour ses croyances protestantes par la reine Marie I.

## Histoire postérieure
Peu de temps après que l'abbaye devienne propriété de la Couronne, elle a été baillée à Anthony Busterd pour une durée de 21 ans. En 1538, le site fut donné en propriété libre et perpétuelle à Robert Radcliffe, Comte de Sussex. L'église fut détruite à l'exception du mur sud qui était mitoyen du cloître, et le reste de l'abbaye convertie en une résidence pour gentleman. Pourtant, à l'aube du XVIIIe siècle, Cleeve était devenue une ferme. Le dortoir était désormais une vaste grange, le cloître une basse-cour et les autres bâtiments étaient devenus des lieux de stockage de matériel agricole.
George Luttrel, du Château de Dunster acquis le site en 1870. L'abbaye ne fut alors plus utilisée comme ferme et d'importantes fouilles archéologiques furent menées. Certains bâtiments devinrent de petites maison de campagne à louer, et le site prit une importance touristique.
L'abbaye de Cleeve retourna dans les propriétés de la Couronne en 1950-51 pour payer des droits de succession de la famille Luttrel, qui engagea de nouvelles fouilles et des travaux de restauration. En 1984 l'English Heritage prit la responsabilité de l'abbaye de Cleeve, et mena des travaux de terrassement.

## Histoire moderne

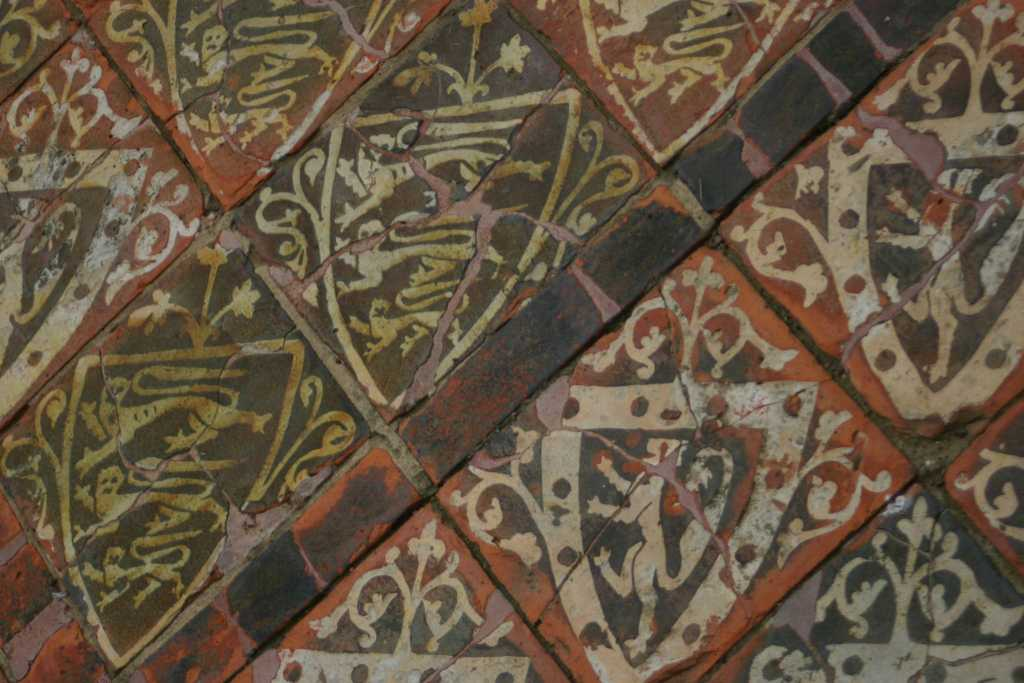
Les carreaux onéreux du réfectoire montrent les standards de vie élevés à Cleeve à la fin du Moyen Âge

Il ne subsiste aujourd'hui quasiment rien de l'église et de l'infirmerie, mais le site abrite quelques-uns des quartiers de vie monastiques les mieux préservés de Grande-Bretagne. Les bâtiments qui entourent le cloître sont toujours couverts et habitables, et beaucoup de pièces ont conservé leur charpente voûtée. Parmi les mieux préservés se trouvent la salle capitulaire, le réfectoire avec ses magnifiques arches voûtées en bois ainsi que les chambres peintes. La plupart des carrelages de sols sont par ailleurs encore en place. Les étangs à poissons et les douves sont aussi restés en bon état, ainsi que la loge de garde qui sert toujours d'entrée pour les visiteurs.
Les vestiges des bâtiments ont été classés par l'English Heritage comme monument historique de rang I.

## Références littéraires

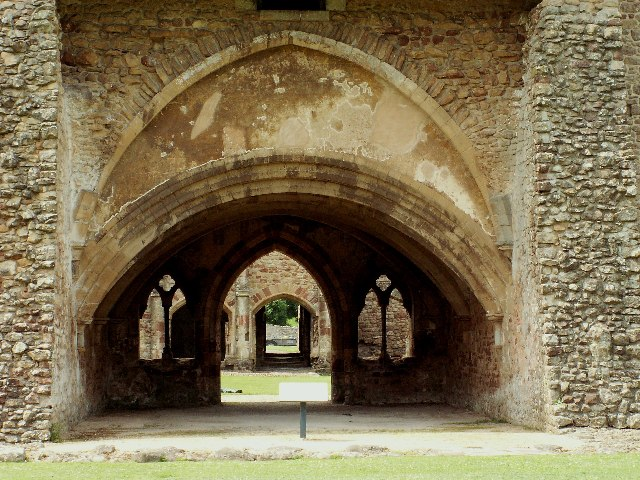
La salle capitulaire, vue de son mur est aujourd'hui disparu. Les moines s'y réunissaient quotidiennement pour gérer les affaires de l'abbaye.